# الائتلاف الإسلامي
تم تشكيل الائتلاف الإسلامي المنحل في فبراير 2013 من قبل الأحزاب الإسلامية في مصر.

## الأطراف المنتسبة سابقًا
- الحزب الإسلامي
- حزب البناء والتنمية
- حزب الأمة المصري
- حزب الشعب
- حازمون